# Clytie rungsi
Clytie rungsi är en fjärilsart som beskrevs av François Louis Nompar de Caumont de Laporte 1975. Clytie rungsi ingår i släktet Clytie och familjen nattflyn. Inga underarter finns listade i Catalogue of Life.